# Womb Raider
Womb Raider ist eine US-amerikanische erotische Parodie auf die Tomb-Raider-Spielereihe beziehungsweise deren filmische Umsetzung. Der Film entstand 2003 unter der Regie von Randolph Scott für den DVD-Markt.

## Handlung
Cara Loft ist wie auch bereits ihr Vater Archäologin. Jener starb auf der Suche nach drei Relikten, die dem Besitzer die Macht über das Leben verleihen sollen. Loft wird von dem reichen Kunstsammler Dr. Scrotus engagiert, um diese Relikte zu finden und zu ihm zu bringen.

## Hintergrund
Produziert wurde der Film von der Produktionsgesellschaft Cyber-Scan Films. Er erschien am 9. Dezember 2003 auf einer englischsprachigen DVD sowie am 4. März 2005 für den deutschen Markt.
Drehorte waren in Arizona und Südkalifornien, um die exotischen Schauplätze der Handlung mit geringem Kostenaufwand realisieren zu können.

## Rezension
Dr. Gore bewertete den Film in seinen Dr. Gore's Movie Reviews im Februar 2007 als unterdurchschnittlich für das Genre und empfahl ihn nur für Fans der Hauptdarstellerin Hays.